# Rue Jean-Baptiste-Dumay
La rue Jean-Baptiste-Dumay est une voie située dans le 20e arrondissement de Paris, en France.

## Situation et accès
La rue Jean-Baptiste-Dumay débute au 346 bis-348, rue des Pyrénées et se termine 76 mètres plus loin au 114, rue de Belleville.

## Origine du nom

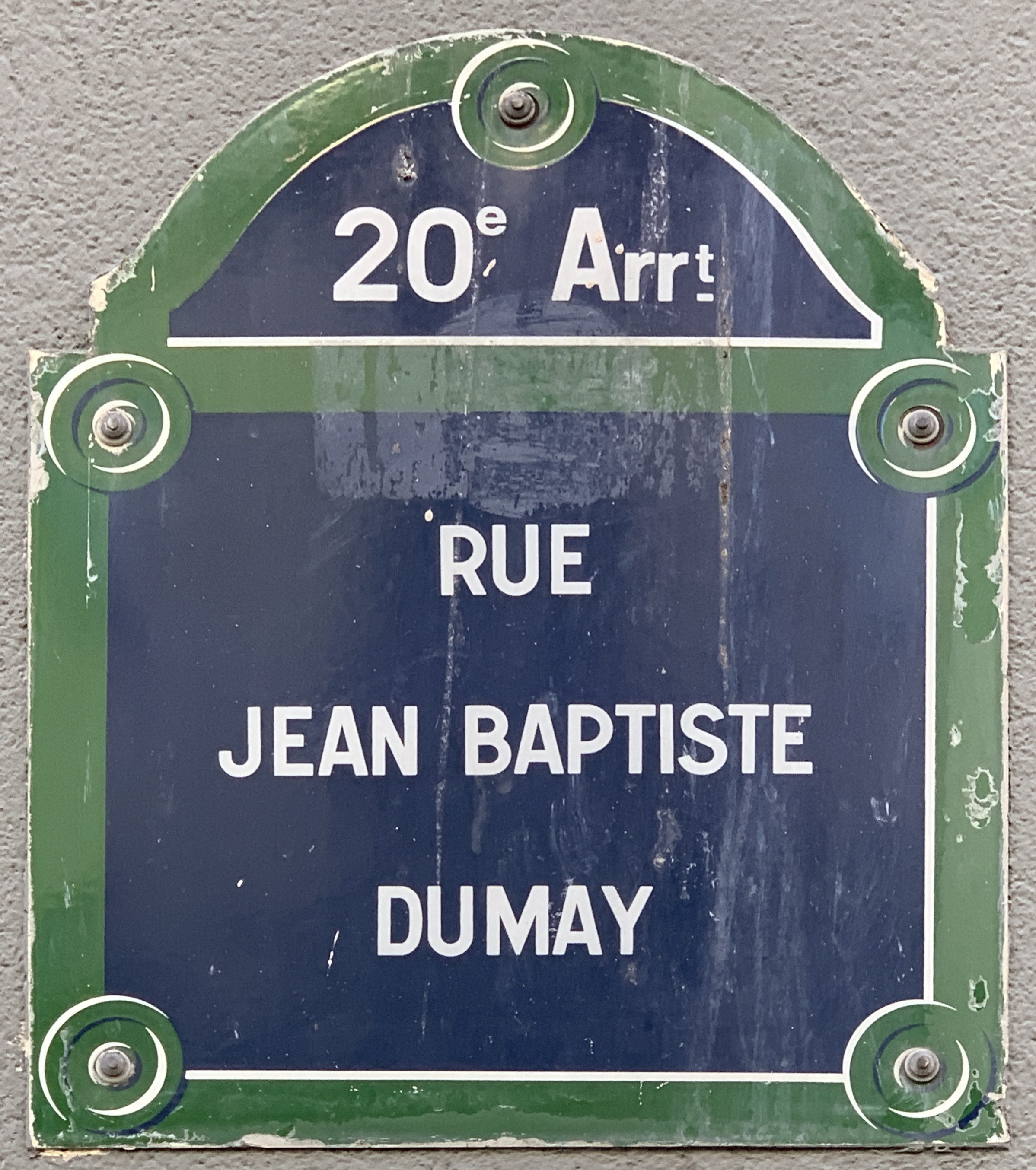
Plaque de la rue.

Elle porte le nom de l'homme politique Jean-Baptiste Dumay (1841-1926) qui fut conseiller municipal du quartier.

## Historique
Cette voie de l'ancienne commune de Belleville qui existait à l'état de chemin en 1672 fut un tronçon de la ruelle des Nonnains avant d'être incluse dans la rue de la Mare (extrémité nord).
Classée dans la voirie parisienne par le décret du 23 mai 1863, elle devient autonome par un arrêté du 23 août 1926 en étant dénommée « rue Jean-Baptiste-Dumay ».